# Tusayan
Tusayan és un poble dels Estats Units a l'estat d'Arizona. Segons el cens del 2000 tenia 562 habitants.

## Demografia
Segons el cens del 2000, Tusayan tenia 562 habitants, 222 habitatges, i 101 famílies La densitat de població era de 7,6 habitants/km².
Dels 222 habitatges en un 27% hi vivien nens de menys de 18 anys, en un 30,2% hi vivien parelles casades, en un 9% dones solteres, i en un 54,1% no eren unitats familiars. En el 32,9% dels habitatges hi vivien persones soles l'1,8% de les quals corresponia a persones de 65 anys o més que vivien soles. El nombre mitjà de persones vivint en cada habitatge era de 2,37 i el nombre mitjà de persones que vivien en cada família era de 3,38.
Per edats la població es repartia de la següent manera: un 25,4% tenia menys de 18 anys, un 15,5% entre 18 i 24, un 36,5% entre 25 i 44, un 20,1% de 45 a 60 i un 2,5% 65 anys o més.
L'edat mediana era de 31 anys. Per cada 100 dones de 18 o més anys hi havia 125,3 homes.
La renda mediana per habitatge era de 34.917 $ i la renda mediana per família de 45.625 $. Els homes tenien una renda mediana de 28.125 $ mentre que les dones 21.250 $. La renda per capita de la població era de 16.637 $. Aproximadament el 14,9% de les famílies i el 18,2% de la població estaven per davall del llindar de pobresa.

## Poblacions més properes
El següent diagrama mostra les poblacions més properes.